# 웬다트 연맹
웬다트 연맹(Wendat Confederacy)는 북미 동북부 소림지 오대호 일대의 이로쿼이 제족 부족들의 연맹체였다. 이로쿼이어족의 웬다트어를 구사했다. 영어로는 흔히 와이언도트(Wyandot)로 알려져 있으며, 휴런(프랑스어: Huron 위롱[*])이라고도 하는데 이것은 프랑스인들이 붙인 이름이다.
미국에서는 오클라호마주에 와이언도트 네이션이 연방정부 공인 부족으로 있다. 그 밖에 캔자스주의 와이언도트 네이션 오브 캔자스, 미시간주의 와이언도트 오브 앤더돈 네이션이 있으나 공인받지 못하고 있다. 캐나다에는 퀘벡주에 휴런-웬다트 네이션이 두 개의 보호구역을 갖고 있다.
웬다트는 15세기에 온타리오호 북안에 살던 이로쿼이 제족들이 결집한 연맹체로서 출현했다. 그들의 원래 고향은 휴런호의 조지언만과 온타리오주의 심코호 일대였다. 이들은 같은 이로쿼이 제족이지만 이로쿼이 연맹과는 원수지간이었고, 와바나키 연맹, 오지브와족을 비롯한 알곤킨 제족과 양호한 관계를 가졌다. 웬다트 연맹은 이로쿼이 연맹과 비버 전쟁을 비롯한 유혈분쟁을 벌였다.
웬다트 연맹은 원래 서로 독자적인 네 부족들의 연맹체였으나, 1649년 이로쿼이 연맹에게 크게 깨진 것을 계기로 하나로 합쳐지게 되었다. 웬다트는 군사적으로 이로쿼이에게 밀려났을 뿐 아니라 백인들이 옮겨온 천연두가 유행하여 인구가 크게 줄었고, 결국 고향을 등지고 떠났다. 동쪽 퀘벡까지 이동해서 예수회 선교사들의 도움을 받아 정착한 이들은 캐나다의 휴런-웬다트 부족이 되었고, 오하이오강 유역으로 남하했다가 19세기에 인디언 준주(오늘날의 오클라호마)로 이주당한 이들이 미국의 와이언도트 네이션 부족이 되었다.